# Wyspy Mentawai

Wyspy Mentawai (indonez. Kepulauan Mentawai) – archipelag na Oceanie Indyjskim; wchodzi w skład prowincji Sumatra Zachodnia; jest samodzielnym dystryktem (Kabupaten Mentawai) z ośrodkiem administracyjnym Tuapejat na wyspie Sipura.
Leży w łańcuchu wysepek przebiegającym w odległości około 100 km od Sumatry, od której oddziela go cieśnina Mentawai. Powierzchnia 6700 km²; 64 tys. mieszkańców (2000).
Składa się z czterech głównych wysp: Siberut, Sipura, Północna Pagai, Południowa Pagai oraz ok. 70 małych wysepek. Wyspy porasta w większości las tropikalny. Wchodzą w skład ekoregionu Mentawai Islands Rain Forests, w którym żyje m.in. 17 gatunków endemicznych ssaków.